# BXL/USA
BXL/USA est un téléfilm en coproduction France-Belgique de 90 minutes réalisé par Gaetan Bevernaege et diffusé le 20 septembre 2011 sur Canal+.

## Fiche technique
- Titre : BXL/USA
- Réalisation : Gaetan Bevernaege
- Scénario : Gaetan Bevernaege
- Producteur : Gilles Galud (La Parisienne d'Images), Serge de Poucques et Sylvain Goldberg
- Musique Originale :
- Pays d'origine : France et Belgique
- Genre : comédie
- Durée : 90 minutes

## Distribution
- Nicole Shirer : Florette
- Patrick Ridremont : Léopold
- Marie Kremer : Gratuite
- Charlie Dupont : Rudy
- Achille Ridolfi : Le pakos

## Récompenses
- Festival de la fiction TV de La Rochelle 2011[1] : 
  - Meilleur téléfilm comédie
  - Prix de la direction artistique